# 長野県の市町村旗一覧
長野県の市町村旗一覧（ながのけんのしちょうそんきいちらん）は、長野県内の市町村に制定されている、あるいは制定されていた市町村旗の一覧である。なお、一覧の順序は全国地方公共団体コード順による。廃止された市町村旗は廃止日から順に掲載している。

## 市部
| 市       | 市旗              | 制定有無 | 制定日        | 旗の色                                         | 備考                                                       |
| -------- | ----------------- | -------- | ------------- | ---------------------------------------------- | ---------------------------------------------------------- |
| 長野市   |                   | あり     | 1967年3月29日 | 地色は白色で紋章は青竹色と白色が指定されている |                                                            |
| 松本市   |                   | なし     | なし          | 地色は茶色で紋章は白色が指定されている         |                                                            |
| 上田市   |                   | あり     | 2006年3月6日  | 地色は白色であり、紋章は指定色が指定されている | 2代目の市旗である                                          |
| 岡谷市   |                   | なし     | なし          | 地色は白色で紋章は赤色が指定されている         |                                                            |
| 飯田市   |                   | なし     | なし          | 地色は濃臙脂色で紋章は白色が指定されている     |                                                            |
| 諏訪市   |                   | あり     | 1941年8月10日 | 地色は紫色で紋章は白色が指定されている         |                                                            |
| 須坂市   |                   | あり     | 1954年4月1日  | 地色は白色で紋章は赤色が指定されている         |                                                            |
| 小諸市   |                   | あり     | 1982年4月     | 地色は若草色で紋章は白色が指定されている       |                                                            |
| 伊那市   |                   | あり     | 2006年3月31日 | 地色は白色であり、色は指定色が指定されている   | 2代目の市旗である                                          |
| 駒ヶ根市 |                   | あり     | 1961年8月1日  | 地色は白色で紋章は濃青色が指定されている       |                                                            |
| 中野市   |                   | なし     | なし          | 地色は濃紺色で紋章は白色が指定されている       | 旧・中野市制時に市旗として使用され、市制施行後に継承される |
| 大町市   |                   | なし     | なし          | 地色は茶色で紋章は白色が指定されている         |                                                            |
| 飯山市   |                   | あり     | 1974年8月1日  | 地色は黄緑色で紋章は白色が指定されている       |                                                            |
| 茅野市   |                   | なし     | なし          | 地色は紫色で紋章は白色が指定されている         |                                                            |
| 塩尻市   |                   | なし     | なし          | 地色は紺色で紋章は白色が指定されている         |                                                            |
| 佐久市   |                   | なし     | なし          | 地色は白色であり、紋章は緑色が指定されている   | 2代目の市旗である                                          |
| 千曲市   |                   | あり     | 2004年2月6日  | 地色は白色であり、紋章は指定色が指定されている |                                                            |
| 東御市   | （正旗） （略旗） | なし     | なし          | 地色は白色であり、紋章は指定色が指定されている |                                                            |
| 安曇野市 |                   | あり     | 2005年10月1日 | 地色は白色であり、紋章は指定色が指定されている |                                                            |

## 町村部
| 郡       | 町村       | 町村旗                | 制定有無 | 制定日         | 旗の色 | 備考                                                |
| -------- | ---------- | --------------------- | -------- | -------------- | --- | --------------------------------------------------- |
| 南佐久郡 | 小海町     |                       | なし     | なし           | 地色は茶色であり、紋章は白色が指定されている                                                                |                                                     |
| 南佐久郡 | 川上村     |                       | なし     | なし           | 地色は緑色であり、紋章は白色が指定されている                                                                |                                                     |
| 南佐久郡 | 南牧村     |                       | なし     | なし           | 地色は藍色であり、紋章は赤色が指定されている                                                                |                                                     |
| 南佐久郡 | 南相木村   |                       | なし     | なし           | 地色は紫色であり、紋章は白色が指定されている                                                                |                                                     |
| 南佐久郡 | 北相木村   |                       | なし     | なし           | 地色は白色であり、紋章は橙色が指定されている                                                                |                                                     |
| 南佐久郡 | 佐久穂町   |                       | なし     | なし           | 地色は白色であり、紋章は指定色が指定されている                                                              |                                                     |
| 北佐久郡 | 軽井沢町   |                       | なし     | なし           | 地色は上の4分の3は橙色・4分の1は青色であり、紋章は青色が指定されている                                      |                                                     |
| 北佐久郡 | 御代田町   |                       | なし     | なし           | 地色は緑色であり、紋章は白色が指定されている                                                                |                                                     |
| 北佐久郡 | 立科町     |                       | なし     | なし           | 地色は緑色であり、紋章は白色が指定されている                                                                |                                                     |
| 小県郡   | 青木村     |                       | なし     | なし           | 地色は白色であり、紋章は青色が指定されている                                                                |                                                     |
| 小県郡   | 長和町     |                       | あり     | 2005年10月1日  | 地色は白色であり、紋章は指定色が指定されている                                                              |                                                     |
| 諏訪郡   | 下諏訪町   |                       | なし     | なし           | 地色は白色であり、紋章は赤色が指定されている                                                                |                                                     |
| 諏訪郡   | 富士見町   |                       | なし     | なし           | 地色は茶色であり、紋章は白色が指定されている                                                                |                                                     |
| 諏訪郡   | 原村       |                       | あり     | 1974年12月1日  | 地色は紫色であり、紋章は金色が指定されている                                                                | 旗竿は左側である                                    |
| 上伊那郡 | 辰野町     |                       | なし     | なし           | 地色は白色であり、紋章は緑色が指定されている                                                                |                                                     |
| 上伊那郡 | 箕輪町     | （通常時） （式典時） | あり     | 1990年10月25日 | 通常時:地色は若草色であり、紋章は白色が指定されている 式典時:地色は若草色であり、紋章は金色が指定されている | 通常時と式典時の旗が制定されている 旗竿は左側である |
| 上伊那郡 | 飯島町     |                       | なし     | なし           | 地色は青緑色であり、紋章は白色が指定されている                                                              |                                                     |
| 上伊那郡 | 南箕輪村   |                       | あり     | 1974年9月27日  | 地色は緑色であり、紋章は白色が指定されている                                                                |                                                     |
| 上伊那郡 | 中川村     |                       | なし     | なし           | 地色は紫色であり、紋章は白色が指定されている                                                                |                                                     |
| 上伊那郡 | 宮田村     |                       | なし     | なし           | 地色は藍色であり、紋章は橙色が指定されている                                                                |                                                     |
| 下伊那郡 | 松川町     |                       | なし     | なし           | 地色は臙脂色であり、紋章は白色が指定されている                                                              |                                                     |
| 下伊那郡 | 高森町     |                       | なし     | なし           | 地色は臙脂色であり、紋章は白色が指定されている                                                              |                                                     |
| 下伊那郡 | 阿南町     |                       | あり     | 1971年7月22日  | 地色は水色であり、紋章は白色が指定されている                                                                |                                                     |
| 下伊那郡 | 阿智村     |                       | なし     | なし           | 地色は緑色であり、紋章は白色が指定されている                                                                |                                                     |
| 下伊那郡 | 平谷村     |                       | なし     | なし           | 地色は緑色であり、紋章は白色が指定されている                                                                |                                                     |
| 下伊那郡 | 根羽村     |                       | なし     | なし           | 地色は緑色であり、紋章は白色が指定されている                                                                |                                                     |
| 下伊那郡 | 下條村     |                       | なし     | なし           | 地色は青色であり、紋章は白色が指定されている                                                                |                                                     |
| 下伊那郡 | 売木村     |                       | なし     | なし           | 地色は白色であり、紋章は緑色が指定されている                                                                |                                                     |
| 下伊那郡 | 天龍村     |                       | あり     | 1969年12月20日 | 地色は黄橙色であり、紋章は濃緑色が指定されている                                                            | 旗竿は左側である                                    |
| 下伊那郡 | 泰阜村     |                       | あり     | 1973年3月12日  | 地色は深緑色であり、紋章は黒色が指定されている 紋章の周りは白色で囲んでいる                                 |                                                     |
| 下伊那郡 | 喬木村     |                       | なし     | なし           | 地色は小豆色であり、紋章は白色が指定されている                                                              |                                                     |
| 下伊那郡 | 豊丘村     |                       | なし     | なし           | 地色は臙脂色であり、紋章は白色が指定されている                                                              |                                                     |
| 下伊那郡 | 大鹿村     |                       | なし     | なし           | 地色は青色であり、紋章は白色が指定されている                                                                |                                                     |
| 木曽郡   | 上松町     |                       | なし     | なし           | 地色は白色であり、紋章は緑色が指定されている                                                                |                                                     |
| 木曽郡   | 南木曽町   |                       | なし     | なし           | 地色は青色であり、紋章は橙色と白色が指定されている                                                          |                                                     |
| 木曽郡   | 木祖村     |                       | なし     | なし           | 地色は藍色であり、紋章は橙色が指定されている                                                                |                                                     |
| 木曽郡   | 王滝村     |                       | なし     | なし           | 地色は橙色であり、紋章は白色が指定されている                                                                |                                                     |
| 木曽郡   | 大桑村     |                       | なし     | なし           | 地色は緑色であり、紋章は白色が指定されている                                                                |                                                     |
| 木曽郡   | 木曽町     |                       | なし     | なし           | 地色は白色であり、紋章は青色が指定されている                                                                |                                                     |
| 東筑摩郡 | 麻績村     |                       | なし     | なし           | 地色は臙脂色であり、紋章は白色が指定されている                                                              |                                                     |
| 東筑摩郡 | 生坂村     |                       | なし     | なし           | 地色は青色であり、紋章は白色が指定されている                                                                |                                                     |
| 東筑摩郡 | 山形村     |                       | なし     | なし           | 地色は臙脂色であり、紋章は白色が指定されている                                                              |                                                     |
| 東筑摩郡 | 朝日村     |                       | あり     | 1972年1月20日  | 地色は緑色であり、紋章は白色が指定されている                                                                | 紋章は左側に寄っている 旗竿は左側である             |
| 東筑摩郡 | 筑北村     |                       | あり     | 2005年10月11日 | 地色は緑色であり、紋章は白色が指定されている                                                                |                                                     |
| 北安曇郡 | 池田町     |                       | なし     | なし           | 地色は緑色であり、紋章は黄色・緑色・青緑色が指定されている                                                  |                                                     |
| 北安曇郡 | 松川村     |                       | あり     | 1977年10月1日  | 地色は緑色であり、紋章は白色が指定されている                                                                |                                                     |
| 北安曇郡 | 白馬村     |                       | あり     | 1956年9月30日  | 地色は紺青色であり、紋章は白色が指定されている                                                              | 旗竿は左側である                                    |
| 北安曇郡 | 小谷村     |                       | あり     | 1968年11月1日  | 地色は黄緑色であり、紋章は白色が指定されている                                                              | 旗竿は左側である                                    |
| 埴科郡   | 坂城町     |                       | なし     | なし           | 地色は白色であり、紋章は赤色が指定されている                                                                |                                                     |
| 上高井郡 | 小布施町   |                       | なし     | なし           | 地色は青色であり、紋章は白色が指定されている                                                                |                                                     |
| 上高井郡 | 高山村     |                       | なし     | なし           | 地色は白色であり、紋章は緑色が指定されている                                                                |                                                     |
| 下高井郡 | 山ノ内町   |                       | なし     | なし           | 地色は緑色であり、紋章は白色が指定されている                                                                |                                                     |
| 下高井郡 | 木島平村   |                       | なし     | なし           | 地色は青色であり、紋章は橙色が指定されている                                                                |                                                     |
| 下高井郡 | 野沢温泉村 |                       | なし     | なし           | 地色は青色であり、紋章は白色が指定されている                                                                |                                                     |
| 上水内郡 | 信濃町     |                       | なし     | なし           | 地色は水色であり、紋章は白色が指定されている                                                                |                                                     |
| 上水内郡 | 小川村     |                       | なし     | なし           | 地色は白色であり、紋章は橙色が指定されている                                                                |                                                     |
| 上水内郡 | 飯綱町     |                       | なし     | なし           | 地色は白色であり、紋章は指定色が指定されている                                                              |                                                     |
| 下水内郡 | 栄村       |                       | なし     | なし           | 地色は濃緑色であり、紋章は白色・濃紫色が指定されている                                                      |                                                     |

## 廃止された市町村旗
| 市郡     | 町村       | 市町村旗 | 制定有無 | 制定日        | 廃止日         | 旗の色                                                                    | 備考                       |
| -------- | ---------- | -------- | -------- | ------------- | -------------- | ------------------------------------------------------------------------- | -------------------------- |
| 下伊那郡 | 鼎町       |          | あり     | 1974年10月1日 | 1984年12月1日  | 規定なし                                                                  |                            |
| 更級郡   | 上山田町   |          | なし     | なし          | 1985年11月     | -                                                                         |                            |
| 下伊那郡 | 上郷町     |          | なし     | なし          | 1993年7月1日   | -                                                                         |                            |
| 更埴市   |            |          | なし     | なし          | 2003年9月1日   | 地色は臙脂色で、紋章は白色が指定されている                                |                            |
| 更級郡   | 上山田町   |          | なし     | なし          | 2003年9月1日   | 地色は淡い青色であり、紋章は白色が指定されている                          |                            |
| 埴科郡   | 戸倉町     |          | なし     | なし          | 2003年9月1日   | 地色は臙脂色であり、紋章は白色が指定されている                            |                            |
| 小県郡   | 東部町     |          | なし     | なし          | 2004年4月1日   | 地色は水色であり、紋章は白色が指定されている                              |                            |
| 北佐久郡 | 北御牧村   |          | なし     | なし          | 2004年4月1日   | 地色は臙脂色であり、紋章は白色が指定されている                            |                            |
| 更科郡   | 大岡村     |          | なし     | なし          | 2005年1月1日   | 地色は青色であり、紋章は橙色が指定されている                              |                            |
| 上水内郡 | 豊野町     |          | なし     | なし          | 2005年1月1日   | 地色は白色であり、紋章は緑色が指定されている                              |                            |
| 上水内郡 | 戸隠村     |          | なし     | なし          | 2005年1月1日   | 地色は白色であり、紋章は緑色が指定されている                              |                            |
| 上水内郡 | 鬼無里村   |          | なし     | なし          | 2005年1月1日   | 地色は白色であり、紋章は緑色が指定されている                              |                            |
| 木曽郡   | 山口村     |          | なし     | なし          | 2005年2月13日  | -                                                                         |                            |
| 南佐久郡 | 佐久町     |          | なし     | なし          | 2005年3月20日  | -                                                                         |                            |
| 南佐久郡 | 八千穂村   |          | なし     | なし          | 2005年3月20日  | -                                                                         |                            |
| 東筑摩郡 | 四賀村     |          | なし     | なし          | 2005年4月1日   | 地色は青色であり、紋章は白色が指定されている                              |                            |
| 南安曇郡 | 奈川村     |          | なし     | なし          | 2005年4月1日   | 地色は臙脂色であり、紋章は白色が指定されている                            |                            |
| 南安曇郡 | 安曇村     |          | なし     | なし          | 2005年4月1日   | 地色は青色であり、紋章は白色が指定されている                              |                            |
| 南安曇郡 | 梓川村     |          | あり     | 1957年10月3日 | 2005年4月1日   | 指定されていない 慣例として地色は浅黄色であり、紋章は緑色が指定されている |                            |
| 下水内郡 | 豊田村     |          | なし     | なし          | 2005年4月1日   | 地色は青色であり、紋章は白色が指定されている                              |                            |
| 木曽郡   | 楢川村     |          | なし     | なし          | 2005年4月1日   | 地色は白色であり、紋章は青色・緑色が指定されている                        |                            |
| 佐久市   |            |          | なし     | なし          | 2005年4月1日   | 地色は紫色であり、紋章は白色が指定されている                              |                            |
| 南佐久郡 | 臼田町     |          | あり     | 1975年4月1日  | 2005年4月1日   | 地色は紫色であり、紋章は白色が指定されている                              |                            |
| 北佐久郡 | 浅科村     |          | なし     | なし          | 2005年4月1日   | 地色は黄色であり、紋章は赤色・白色が指定されている                        |                            |
| 北佐久郡 | 望月町     |          | なし     | なし          | 2005年4月1日   | 地色は青色であり、紋章は白色が指定されている                              |                            |
| 下伊那郡 | 上村       |          | なし     | なし          | 2005年10月1日  | -                                                                         |                            |
| 下伊那郡 | 南信濃村   |          | なし     | なし          | 2005年10月1日  | 地色は青色であり、紋章は白色が指定されている                              |                            |
| 南安曇郡 | 豊科町     |          | なし     | なし          | 2005年10月1日  | 地色は緑色であり、紋章は白色が指定されている                              |                            |
| 南安曇郡 | 穂高町     |          | なし     | なし          | 2005年10月1日  | 地色は白色であり、紋章は赤色が指定されている                              |                            |
| 南安曇郡 | 三郷村     |          | なし     | なし          | 2005年10月1日  | 地色は紺色であり、紋章は赤色が指定されている                              |                            |
| 南安曇郡 | 堀金村     |          | なし     | なし          | 2005年10月1日  | 地色は緑色であり、紋章は白色が指定されている                              |                            |
| 東筑摩郡 | 明科町     |          | なし     | なし          | 2005年10月1日  | -                                                                         |                            |
| 小県郡   | 長門町     |          | なし     | なし          | 2005年10月1日  | 地色は緑色であり、紋章は橙色が指定されている                              |                            |
| 小県郡   | 和田村     |          | あり     | 1975年2月1日  | 2005年10月1日  | 地色は白色であり、紋章は茶色が指定されている                              |                            |
| 上水内郡 | 牟礼村     |          | なし     | なし          | 2005年10月1日  | 地色は茶色であり、紋章は赤色が指定されている                              |                            |
| 上水内郡 | 三水村     |          | なし     | なし          | 2005年10月1日  | 地色は緑色であり、紋章は赤色が指定されている                              |                            |
| 東筑摩郡 | 坂井村     |          | なし     | なし          | 2005年10月11日 | 地色は緑色であり、紋章は黄色が指定されている                              |                            |
| 東筑摩郡 | 坂北村     |          | なし     | なし          | 2005年10月11日 | -                                                                         |                            |
| 東筑摩郡 | 本城村     |          | なし     | なし          | 2005年10月11日 | -                                                                         |                            |
| 木曽郡   | 木曽福島町 |          | あり     | 1974年1月1日  | 2005年11月1日  | 指定されていない 慣例として地色は白色であり、紋章は青色が指定されている   |                            |
| 木曽郡   | 日義村     |          | あり     | 1976年10月1日 | 2005年11月1日  | 地色は臙脂色であり、紋章は白色が指定されている                            |                            |
| 木曽郡   | 開田村     |          | なし     | なし          | 2005年11月1日  | 地色は緑色であり、紋章は白色が指定されている                              |                            |
| 木曽郡   | 三岳村     |          | あり     | 1972年5月1日  | 2005年11月1日  | 地色は緑色であり、紋章は白色が指定されている                              |                            |
| 北安曇郡 | 八坂村     |          | なし     | なし          | 2006年1月1日   | 規定なし                                                                  |                            |
| 北安曇郡 | 美麻村     |          | なし     | なし          | 2006年1月1日   | 地色は紺色であり、紋章は白色が指定されている                              |                            |
| 下伊那郡 | 浪合村     |          | なし     | なし          | 2006年1月1日   | 地色は臙脂色であり、紋章は白色が指定されている                            |                            |
| 上田市   |            |          | なし     | なし          | 2006年3月6日   | 地色は紫色であり、紋章は山吹色が指定されている                            | 初代の市旗である           |
| 小県郡   | 丸子町     |          | なし     | なし          | 2006年3月6日   | 地色は白色であり、紋章は赤色が指定されている                              |                            |
| 小県郡   | 真田町     |          | なし     | なし          | 2006年3月6日   | 地色は青色であり、紋章は白色が指定されている                              |                            |
| 小県郡   | 武石村     |          | なし     | なし          | 2006年3月6日   | 地色は紫色であり、紋章は赤色が指定されている                              |                            |
| 伊那市   |            |          | あり     | 1955年9月15日 | 2006年3月31日  | 地色は焦茶色であり、紋章は白色が指定されている                            | 初代の市旗である           |
| 上伊那郡 | 高遠町     |          | なし     | なし          | 2006年3月31日  | 地色は濃臙脂色であり、紋章は白色が指定されている                          |                            |
| 上伊那郡 | 長谷村     |          | なし     | なし          | 2006年3月31日  | 地色は紫色であり、紋章は白色が指定されている                              |                            |
| 下伊那郡 | 清内路村   |          | なし     | なし          | 2009年3月31日  | 地色は白色であり、紋章は青色が指定されている                              |                            |
| 上水内郡 | 信州新町   |          | なし     | なし          | 2010年1月1日   | 地色は青色であり、紋章は橙色が指定されている                              |                            |
| 上水内郡 | 中条村     |          | あり     | 1968年11月3日 | 2010年1月1日   | 指定されていない 慣例として地色は緑色であり、紋章は白色が指定されている   | 紋章は左側に指定されている |
| 東筑摩郡 | 波田町     |          | なし     | なし          | 2010年3月31日  | 地色は青色であり、紋章は白色が指定されている                              |                            |

### 書籍
- 中川幸也『シリーズ人間とシンボル第2号「都市の旗と紋章」』中川ケミカル、1987年10月11日。
- NHK情報ネットワーク『NHKふるさとデータブック5 [東海]』日本放送協会、1992年4月1日。

### 自治体書籍
- 中条村役場『中条村例規集』長野県上水内郡中条村。
- 中条村『ありがとう中条村 中条村閉村記念誌』長野県上水内郡中条村、2009年12月31日。
- 臼田町役場『臼田町例規集』長野県南佐久郡臼田町。
- 鼎町役場『鼎町例規集』長野県下伊那郡鼎町。
- 和田村役場『和田村例規集』長野県小県郡和田村。
- 梓川村役場『梓川村例規集』長野県安曇郡梓川村。
- 木曽福島町役場『木曽福島町例規集』長野県木曽郡木曽福島町。
- 日義村役場『日義村例規集』長野県木曽郡日義村。
- 三岳村役場『三岳村例規集』長野県木曽郡三岳村。